# Françoise Mailliard
Françoise Mailliard, coniugata Turbil (Parigi, 18 dicembre 1929 – Parigi, 7 giugno 2017), è stata una schermitrice francese, vincitrice di quattro medaglie d'argento e due di bronzo ai campionati mondiali di scherma.